# Eriopyga infernalis
Eriopyga infernalis är en fjärilsart som beskrevs av William Schaus 1894. Eriopyga infernalis ingår i släktet Eriopyga och familjen nattflyn. Inga underarter finns listade i Catalogue of Life.